# Trojpolní systém

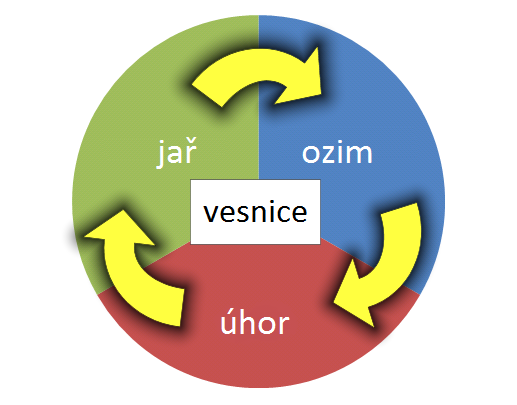
Schéma trojpolního systému

Trojpolní systém představoval vylepšený způsob obdělávání půdy, který cca ve 13. století vytlačil tzv. dvoupolní systém, užívaný v raném středověku. Spočíval v rozdělení obdělávané půdy na tři části. Jedna se osela na jař, druhá na ozim a třetí se nechala ladem (úhor). Příští rok se celé uspořádání posunulo – předchozí úhor byl oset na jař, předchozí jař byla osetá na ozim a poslední část pole odpočívala.

## Střídání
1. úhor, jař, ozim
2. jař, ozim, úhor
3. ozim, úhor, jař

Od 13. století, díky relativnímu nedostatku půdy i vylepšení zemědělského nářadí, se změnil systém obdělávání půdy. Dosavadní přílohová soustava, kdy část polí po několik let ležela ladem a samovolně obnovovala úrodnost, byla vystřídána trojpolním rotačním systémem. Pozemky vsi, tzv. plužina, jsou rozděleny na tři části, z nichž jedna je oseta ozimy, druhá jařemi a třetí zůstává ležet úhorem. Po roce jsou pak pole, jež byla původně vyhrazená pro jař, oseta ozimy a ve třetím roce je daný díl půdy ponechán jako úhor.